# Carl Vilhelm Carlsson
Carl Vilhelm Carlsson, född 2 november 1876 i Ljushults församling, Älvsborgs län, död 22 november 1928 i Mölndal, var en svensk politiker (socialdemokrat). Han var riksdagsman i andra kammaren 1922–1928. Han motionerade om statstjänares kost och lön samt om ferieresor för skolbarn.
Carlsson var en erkänt god talare och agitator, självlärd. Ursprungligt yrke var stenhuggarens där han var verksam i och runt Hamburgsund. Här kom han tidigt i kontakt med fackföreningsvärlden. Som ombudsman, landstingsman och medlem i Mölndals stadsfullmäktige var han även bosatt i Mölndal, i stadsdelen Sörgården i huset Vilhult.
Carlsson efterlämnade vid sin död hustrun Hulda (född Fehrling) och fyra söner. Han är begravd på Fässbergs kyrkogård i Mölndal.